# Asterids
De informele naam asterids wordt gebruikt voor een clade in het APG IV-systeem van classificatie, en in de voorgangers daarvan: het APG II- en het APG III-systeem. De clade 'asterids' vormt het grootste deel van de boveniggende clade 'superasterids', naast enkele basale ordes. Dit is een van de twee hoofdgroepen in de 'eudicots': de andere hoofdgroep heet 'superrosids'.
De naam asterids (meervoud, zonder hoofdletter) zal geïnspireerd zijn op de botanische naam Asteridae, maar is zelf niet bedoeld als formele wetenschappelijke naam, in de zin van de ICBN. De 23ste editie van de Heukels vertaalt deze naam als "Asteriden".
In zijn totale omgrenzing omvat deze groep zo ongeveer alle soorten die in het Cronquist systeem behoorden tot de subklasse Asteridae en daarvóór tot de Sympetalae. De interne indeling is echter geheel anders. De groep 'asterids' omvat, naast enkele basale ordes, als voornaamste clades de 'lamiids' (ook wel: "euasterids II") en de 'campanulids' (ook wel: "euasterids II").
| - 'angiosperms', bedektzadigen, Angiospermae - basale 'angiosperms' - - 'magnoliids', magnoliiden (Magnoliopsida) - Chloranthales - - 'monocots' (Monocotyledoneae) - 'eudicots' (Asteropsida) (Dicotyledoneae) - basale 'eudicots' - - 'superrosids' - basale 'superrosids' - 'rosids', rosiden - basale 'rosids' - - 'fabids' (fabiden) - 'malvids' (malviden) - 'superasterids' - basale 'superasterids' - 'asterids', (asteriden) - basale 'asterids' - - 'lamiids' (lamiiden) - 'campanulids' (campanuliden) |
| polyfyletische groep |

## Heukels (2003)
In de 23e druk van de Heukels' Flora van Nederland uit 2003 worden de asterids aangeduid met Asteriden met hoofdletter. De Asteriden horen tot de  'nieuwe' tweezaadlobbigen. Volgens deze indeling omvat deze groep zo ongeveer de soorten welke in het Cronquist systeem
(1981) hoorden tot de subklasse Asteridae en daarvóór tot de Sympetalae. De interne indeling is echter geheel anders. 
De groep omvat volgens deze flora, naast enkele basale ordes, als voornaamste groepen, de clades Lamiiden ("euasterids II") en Campanuliden ("euasterids II"). Rekening houdend met de extrapolatie van het Nederlandstalig gebied naar de hele wereld zal deze groep bestaan uit:
- clade Asteriden:
basale ordes van de asterids:
orde Cornales
orde Ericales
clade Lamiiden
basale families van de Lamiiden:
familie Icacinaceae
familie Oncothecaceae
familie Vahliaceae
orde Boraginales
orde Garryales
orde Solanales
orde Gentianales
orde Lamiales
clade Campanuliden
basale families van de Campanuliden:
familie Bruniaceae
familie Columelliaceae
[+ familie Desfontainiaceae ]
familie Eremosynaceae
familie Escalloniaceae
familie Paracryphiaceae
familie Polyosmaceae
familie Sphenostemonaceae
familie Tribelaceae
orde Aquifoliales
orde Apiales
orde Dipsacales
orde Asterales

waarbij de familie tussen [+ ...] optioneel is.